# Sun Wensheng
Sun Wensheng (Weihai, nascido em 1942) é um político da República Popular da China. Ele nasceu em Weihai, Shandong. Ele foi vice-governador e governador de Shanxi de 1994 a 1998.